# Sidi El Aidi
Sidi El Aidi (franska: Sidi El Aidi (CR), Sidi El Aidi (Commune Rurale), arabiska: ريمة) är en kommun i Marocko.   Den ligger i provinsen Settat och regionen Casablanca-Settat, i den norra delen av landet, 130 km sydväst om huvudstaden Rabat. Antalet invånare är 13 273.